# 阿尔贝·卡内
阿尔贝·卡内（法語：Albert Canet，1878年4月17日—1930年7月25日），法国男子网球运动员。他曾代表法国参加1912年夏季奥林匹克运动会网球比赛，获得男子双打和混合双打铜牌。